# Hinton St. Mary
Hinton St. Mary è un villaggio e parrocchia civile dell'Inghilterra, appartenente alla contea del Dorset.